# حبيبة الزاهي بن رمضان
حبيبة الزاهي بن رمضان، طبيبة ووزيرة صحة تونسية سابقة.

## ولادتها
ولدت السيدة حبيبة الزاهي بن رمضان بمدينة القصر من ولاية قفصة في سنة 1950

## عملها
- هي أستاذة في الطب الوقائي بكلية الطب بتونس.
- مسؤولة عن مخبر الأبحاث حول الأوبئة وأمراض القلب.
- إلى جانب كونها خبيرة لدى المنظمة العالمية للصحة.

## دراستها
- السيدة حبيبة الزاهي بن رمضان خريجة كلية الطب بتونس سنة (1978)
- واصلت تكوينها في الصحة العمومية بجامعة لافال بكندا سنة (1979) وبجامعة شيكاغو بالولايات المتحدة الأمريكية سنة (1981 (وجامعة طوكيو (1988).

## المهام التي شغلتها
- تحصلت وزيرة الصحة العمومية الجديدة سنة 2001 على جائزة الجمعية المغاربية للعلوم الطبية.
- هي عضو مؤسس لعدد من الجمعيات التونسية والأجنبية على غرار الجمعية التونسية للأمراض الوبائية والجمعية الدولية لأمراض الأوبئة والوقاية من أمراض القلب.
- تولت مهام التنسيق العلمي لعدد من المشاريع الاورومتوسطية والبحث الوطني حول العنف ضد المرأة.
- السيدة حبيبة الزاهي بن رمضان عضو مؤسس لفرع تونس لمنظمة العفو الدولي وللجمعية التونسية للنساء الديمقراطيات والجمعية التونسية للبحث حول التنمية.
- سبق لها ان شغلت عدة مناصب سامية بوزارة الصحة.
- عينت اثر الثورة التونسية في منصب وزيرة الصحة
- ثم وقع اعفاؤها.

## حالتها الاجتماعية
وهي متزوجة وأم لثلاثة أطفال